# The Heart of a Cracksman
The Heart of a Cracksman è un cortometraggio muto del 1913 diretto da Wallace Reid e Willis Robards.

## Produzione
Il film fu prodotto dalla Powers Picture Plays.

## Distribuzione
Distribuito dall'Universal Film Manufacturing Company, il film - un cortometraggio in una bobina - uscì nelle sale cinematografiche USA il 7 novembre 1913.